# Werner Weinmann
Werner Weinmann (* 18. Dezember 1935 in Bonlanden; † 13. Februar 1997 in Stuttgart) war ein deutscher Politiker (SPD).

## Leben
Weinmann besuchte die Volksschule in Bonlanden und machte anschließend eine Schriftsetzerlehre in Stuttgart. Dann besuchte er das Abendgymnasium Stuttgart und die Meisterschule für grafisches Gewerbe, wo er 1963 die Meisterprüfung ablegte. Im Anschluss machte er sich selbständig und gründete eine Druckerei.
Politisch engagierte er sich seit Mitte der 1960er Jahre in der SPD. Zunächst war er Gemeinderat in Bonlanden, nach der Gebietsreform in Baden-Württemberg Stadtrat von Filderstadt. 1964 zog er in den Kreistag des Landkreises Esslingen ein. 1968 wurde er in den Landtag von Baden-Württemberg gewählt, dem er bis zu seinem Tod fast 30 Jahre lang als Abgeordneter angehörte. Zunächst vertrat er den Wahlkreis Esslingen II, ab 1976 den Wahlkreis Nürtingen. Sein Nachfolger wurde Nils Schmid. In den 1970er Jahren gehörte er auch der Regionalversammlung Mittlerer Neckar an.
Nach den Landtagswahlen 1992 wurde Baden-Württemberg von einer Großen Koalition regiert. Ministerpräsident Erwin Teufel holte Weinmann in sein Kabinett und übertrug ihm die Aufgaben eines Staatssekretärs im Ministerium für Arbeit, Gesundheit, Familie und Sozialordnung. Nach der Landtagswahl 1996 verlor er dieses Amt wieder, weil die CDU fortan eine Koalition mit der FDP einging. Seine Nachfolgerin wurde die CDU-Politikerin Johanna Lichy. In seiner Amtszeit setzte er sich u. a. für die Einführung einer Pflegeversicherung ein, die in Baden-Württemberg mit dem Landespflegegesetz unter seiner Federführung umgesetzt wurde. Bereits 1990 wies er auf den Personalmangel in der Pflege hin.
Werner Weinmann starb am 13. Februar 1997. Er war verheiratet und hatte zwei Kinder. Für ihn rückte Nils Schmid in den Landtag nach. Seine Familie gründete dann gemeinsam mit Rainer Arnold die nach ihm benannte „Werner-Weinmann-Stiftung“, die das bürgerschaftliche Engagement insbesondere im sozialen Bereich und im Vereinsehrenamt im Raum Filder/Nürtingen fördert. Die Stiftung verleiht jährlich den Werner-Weinmann-Preis an Personen für herausragende Leistungen im bürgerschaftlichen Engagement.